# Яровець
Ярови́ця (інша назва — Яровець) — хребет в Українських Карпатах, в масиві Яловичорські гори. Розташований у південно-західній частині Чернівецької області, в Путильському районі.
Яровець — один з найпівденніших хребтів Українських Карпат. Тягнеться з північного заходу на південний схід, в межиріччі Білого Черемошу та верхів'їв Сучави, а також між долина річок Сарата і Яловичера.
Найвища вершина — гора Яровиця (1574,4 м). Частина хребта лежить у межах Черемоського національного природного парку. Складається з флішу; переважають стійкі до денудацій пісковики. Вершини куполоподібні, плоскоопуклі з крутими схилами. Розчленованість гребеневої лінії незначна, на схилах збільшується. Річкові долини глибоко врізані, подекуди мають вигляд ущелин. Схили вкриті смерековими лісами, вище — криволіссям з сосни гірської та ялівцю сибірського; полонини.
Найближчі населені пункти: с. Нижній Яловець, с. Верхній Яловець, с. Сарата.
- Деякі давніші географічні джерела твердять, що хребет Яровиця належить до Покутсько-Буковинських Карпат, інші — відносять його до Гринявських гір. Проте хребет відділений від Гринявських гір річкою Білий Черемош, а від Покутсько-Буковинських Карпат — декількома хребтами (Путилли, Випчина, Лосова) і Верховинсько-Путильським низькогір'ям. Сучасніші джерела відносять хребет Яровиця до Яловичорських гір.